# Naujojo Lentvario apylinkės
Naujojo Lentvario apylinkės este o arie protejată (sit de importanță comunitară — SCI) din Lituania întinsă pe o suprafață de 151,74 ha, integral pe uscat.

## Localizare
Centrul sitului Naujojo Lentvario apylinkės este situat la coordonatele 54°39′48″N 25°04′36″E / 54.6634°N 25.0766°E.

## Înființare
Situl Naujojo Lentvario apylinkės a fost declarat sit de importanță comunitară în decembrie 2020 pentru a proteja un număr necunoscut de specii din flora spontană și fauna sălbatică aflate în arealul zonei.

## Biodiversitate
Situată în ecoregiunea boreală, aria protejată conține 3 habitate naturale: Fânețe de joasă altitudine (Alopecurus pratensis, Sanguisorba officinalis), Păduri caducifoliate bătrâne naturale hemiboreale fino-scandinave (Quercus, Tilia, Acer, Fraxinus sau Ulmus) bogate în specii epifite, Păduri caducifoliate de mlaștină fino-scandinave.
La baza desemnării sitului se află un număr nedeclarat de specii protejate.